# Ordnance QF 17 pounder
Le canon Ordnance QF 17 pounder (ou 17-pdr) est un canon antichar britannique de calibre 76,2 mm en usage au cours de la Seconde Guerre mondiale. C'était le meilleur canon anti-char des Alliés : équipé d'obus perforants, il pouvait détruire le blindage de presque tous les chars allemands. D'abord utilisé en Afrique du Nord comme canon antichar de 17 sur un affût de canon de 25 de campagne, il fut utilisé sur son propre affût dès la campagne de Sicile et équipa de nombreux chars de combat. Les Britanniques l'utilisèrent aussi pour réarmer des véhicules étrangers, par exemple les chasseurs de chars Sherman Firefly, qui mirent leurs unités de tanks au niveau de celles des Allemands.
En tant qu'arme antichar, il fut remplacé après la guerre par le 120 mm BAT sans recul. Sur les chars, il fut remplacé par l'Ordnance QF 20 pounder.

## Histoire

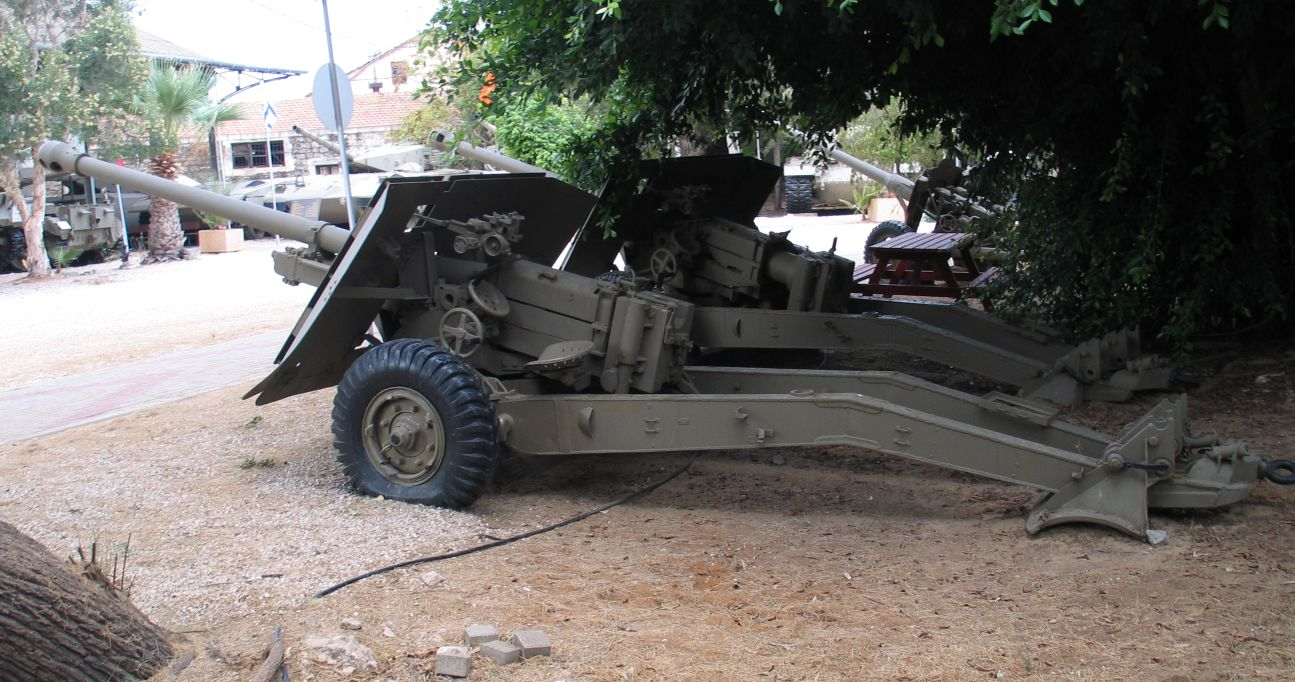
Vue latérale

Avant même son entrée en service, les Britanniques avaient prévu que leur nouveau canon Ordnance QF 6 pounder serait rapidement obsolète étant donné les progrès du blindage des chars allemands. Fin 1940, ils lancèrent un programme pour son remplacement, programme presque terminé en 1941. La production de prototypes commença au printemps 1942 et, avec l'apparition du char Tigre sur le théâtre de la guerre du désert, 100 d'entre eux furent envoyés en Afrique du Nord pour contrer cette nouvelle menace. Ils furent expédiés avant qu'un affût spécifique n'ait été développé ; ils durent être montés sur des affûts d'obusiers Ordnance QF 25 pounder. Ces premiers canons furent nommés 25/17-pounders et reçurent le nom de code Pheasant (faisans). Ils connurent leur baptême du feu en février 1943. 
La production du 17-pdr complet commença en 1943 ; ils furent pour la première fois utilisés durant la campagne d'Italie. Vers septembre 1944, les Britanniques commencèrent à utiliser des obus perforants APDS (Armour-piercing discarding sabot) avec le 17-pdr : avec une vitesse initiale de 1 200 m/s, ils augmentaient considérablement sa puissance anti-blindage qui passait à 140 mm à 910 m de distance. L'inconvénient de cette munition par rapport à l'obus perforant traditionnel était sa moindre précision et les dégâts moins importants qu'elle causait si elle pénétrait le blindage. Ces obus APDS restèrent donc rares, ne représentant qu'environ 6 % des munitions des chars britanniques équipés du 17-pdr.
Un obus à fort pouvoir explosif fut aussi développé pour le 17-pdr. Il manqua d'abord de puissance à cause de celle de sa charge propulsive qui nécessitait un obus plus épais contenant donc moins d'explosif. La réduction de la charge propulsive permit de remédier à ce défaut.

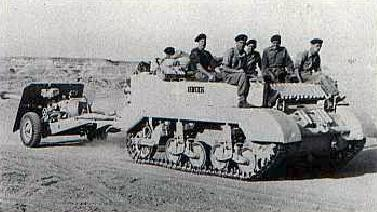
17-pdr tracté par un Stuart Kangaroo (1942)

Le 17-pdr était nettement plus encombrant et lourd que son prédécesseur (3 tonnes contre 1,14). Il ne pouvait donc être déplacé par son seul équipage et devait être remorqué (par exemple par un tracteur d'artillerie Morris C8 ou Crusader II) ; il ne fut distribué qu'aux unités d'artillerie anti-char et non à l'infanterie. Un autre inconvénient était son très grand « flash » au moment du tir dû à la grande quantité de charge propulsive.

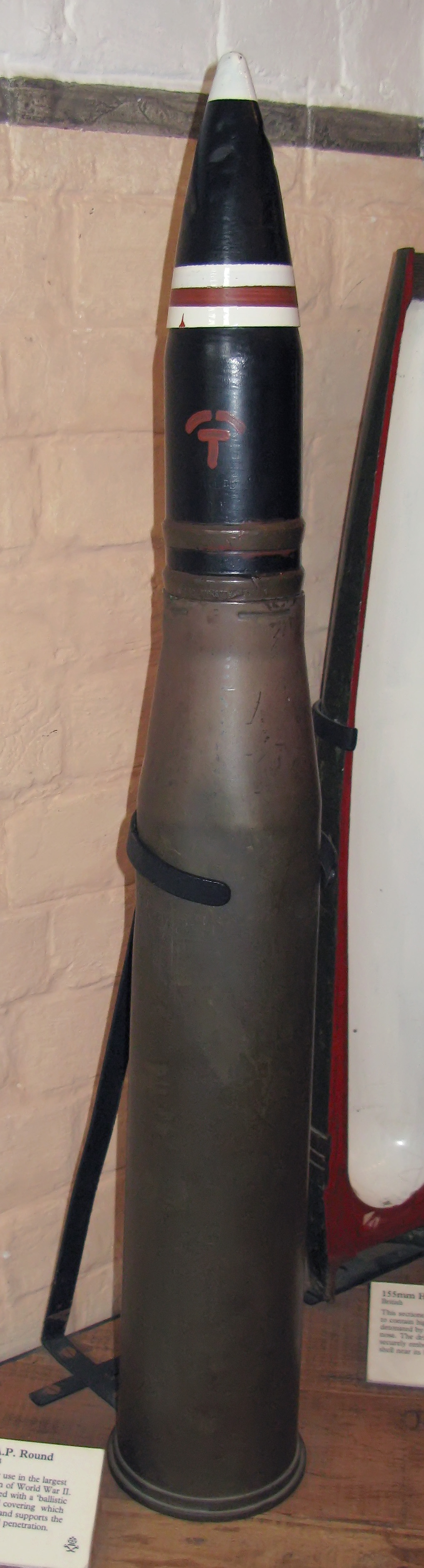
Obus perforant d'un 17-pounder

Il fut rapidement monté sur différents châssis de char où il se montra meilleur que tout ce qu'avaient les Anglo-Saxons à cette époque. Les premières tentatives sur châssis britannique furent des échecs mais les Britanniques l'utilisèrent rapidement pour convertir les M4 Sherman fournis par les Américains en Sherman Firefly qui furent mis en service juste à temps pour le débarquement de Normandie. Pour rentrer dans la tourelle du Sherman, l'ouverture de la culasse du 17-pdr dut être tournée de 90 degrés sur la gauche et la tourelle prolongée vers l'arrière pour permettre le recul. Les Britanniques convertirent aussi certains de leurs chasseurs de chars américains M10 Wolverine en remplaçant le canon de 3 pouces (76 mm) d'origine ; le résultat fut appelé Achilles ou simplement 17 pdr M10.
Le 17-pdr fut aussi adapté sur le char expérimental australien Sentinel (qui ne servit jamais sur le champ de bataille). Quant à l'armée américaine, elle n'adopta pas le 17-pounder bien que certains lui aient été proposés avec des Sherman Firefly pour être testés.
Le canon 17-pdr servit durant la guerre de Corée, non seulement contre des chars, mais aussi contre des positions blindées.

## Variantes
Mark I
- première version de production.

Mark II
- destiné à être monté sur les chars. Le frein de bouche est remplacé par un contrepoids. Il fut réinstallé en mars 1944, au moment de l'introduction de l'obus perforant APDS. Le Mk. II fut utilisé sur le chasseur de chars Archer et sur le char Challenger.

Mark III
- c'est une adaptation pour les chalands de débarquement de la Royal Navy, similaire au Mk. I avec un système de chargement automatique. Il ne fut pas utilisé.

Mark IV
- autre adaptation pour char de combat, avec une culasse s'ouvrant latéralement pour gagner de la place. Inutilisé.

Mark V
- version du Mk IV avec une monture différente pour remplacer le canon américain de 3 pouces des M10 Wolverine (17pdr SP Achilles).

Mark VI
- autre adaptation du Mk. IV avec une culasse plus courte.

Mark VII
- presque semblable au précédent, avec une autre modification de la culasse.

### 77 mm HV

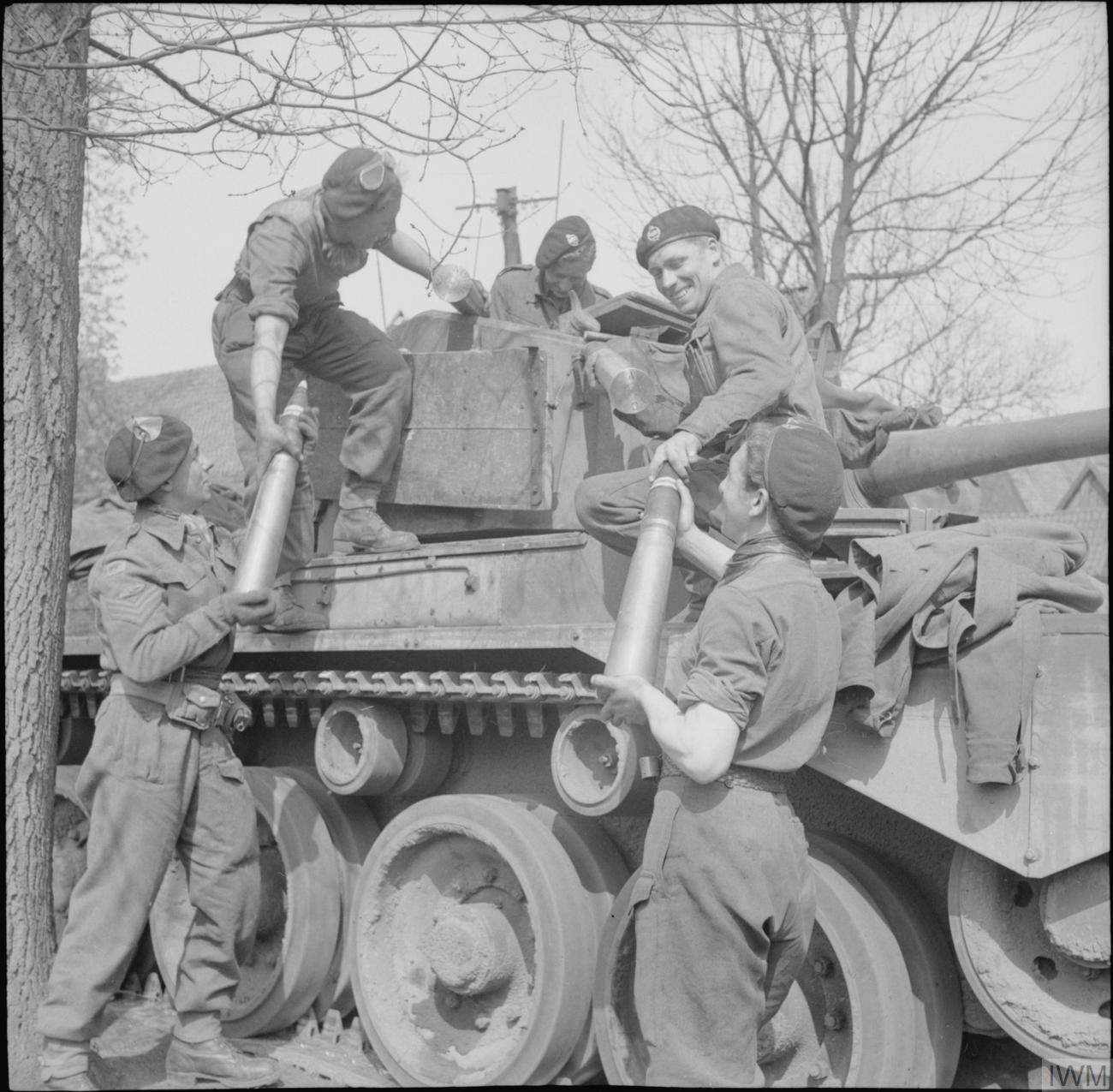
Chargement d'obus de 77 mm HV à bord d'un char Comet.

Comme la culasse du 17-pdr était trop longue pour la plupart des tourelles de char, une nouvelle version fut conçue avec une culasse plus courte. Elle tirait soit le même projectile que le 17-pdr avec une cartouche plus courte (celle du canon QF 3 pouces 20 cwt), soit une munition de 17-pdr raccourcie. Cette nouvelle munition ne pouvait être utilisée avec les 17-pdr, et pour éviter toute confusion le canon fut renommé 77 mm HV (HV pour « haute vélocité »), même s'il était de même calibre que le 17-pdr (76,2 mm). Ce canon fut adapté sur le char Comet.

## Usages

### Canon anti-char
affût de l'obusier 25 pdr
- solution provisoire sous nom de code Pheasant.

affût bipode dépliable (avec bouclier)
- poids : 3 t.
- hausse : -6° à +16,5°
- pointage latéral : 60°

### Véhicules équipés
Seconde Guerre mondiale
- Challenger (char)
  - et sa variante l'Avenger
- Comet (77 mm QF HV)

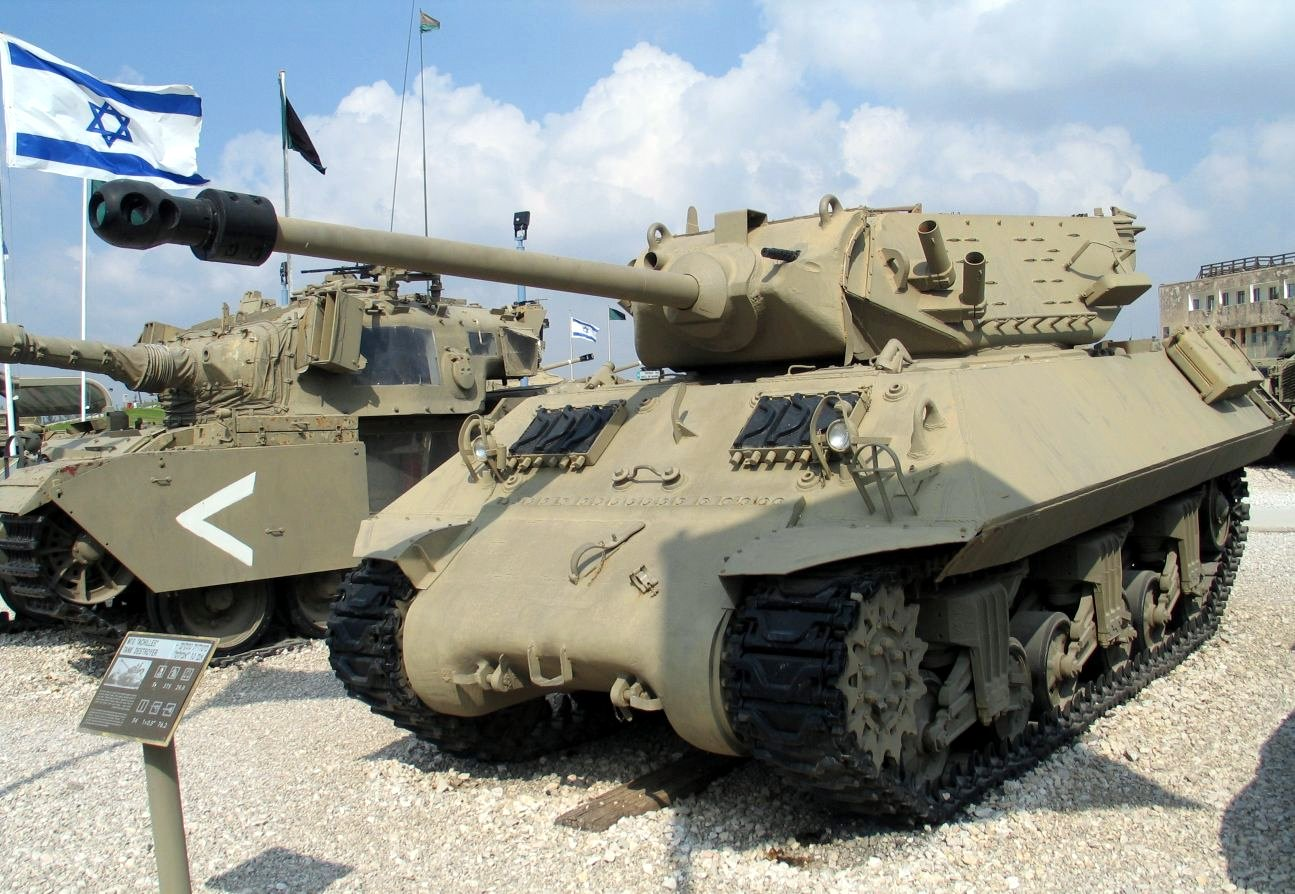
M10 Achilles - remarquez la taille du frein de bouche

- Archer (chasseur de chars) sur châssis de char Valentine
- Sherman Firefly (Sherman M4 modifié)
- M10 Wolverine modifié (Achilles)
- Black Prince (char prototype dérivé du Char Churchill, jamais entré en service)
- Sentinel (char) (prototype de tourelle, jamais entré en service)
- TOG II (prototype équipé de la même tourelle que le Challenger)

Après-guerre
- Centurion (versions Mk. 1 et Mk. 2 seulement)